# Dreamland (Doctor Who)
Dreamland è una miniserie televisiva d'animazione, di genere fantascientifico, di produzione britannica, basata sul franchise di Doctor Who, con protagonista il Decimo Dottore. 
È stata trasmessa dalla BBC nel novembre 2009, in sei puntate (un episodio da 12 minuti e cinque da 6 minuti ciascuno), su BBC Red Button, sul sito ufficiale di Doctor Who, e su BBC iPlayer. Nella sua interezza è stata trasmessa su BBC Two e BBC HD il 5 dicembre 2009. È inedita in lingua italiana.

## Trama
Durante una visita ad un ristorante locale, il Decimo Dottore trova un misterioso artefatto alieno e da qua intraprende una missione per cercare di salvare Rivesh Mantilax dalla minaccia dei Viperox e la stretta dell'esercito americano.

## Accoglienza
La rivista SFX lodò lo show per la storia ma si disse leggermente insoddisfatta per quanto riguardava l'animazione: "In un anno di speciali di Doctor Who, questa piccola gemma merita di essere ufficialmente accolta tra gli speciali della sua controparte reale. E questo vuol dire qualcosa, considerando che l'animazione in CGI è, per dirla in modo educato, di base. Ma Dreamland è un perfetto esempio di quel vecchio adagio che recita come una storia decente sia più importante degli effetti speciali appariscenti".